# جشنواره‌های ژاپن

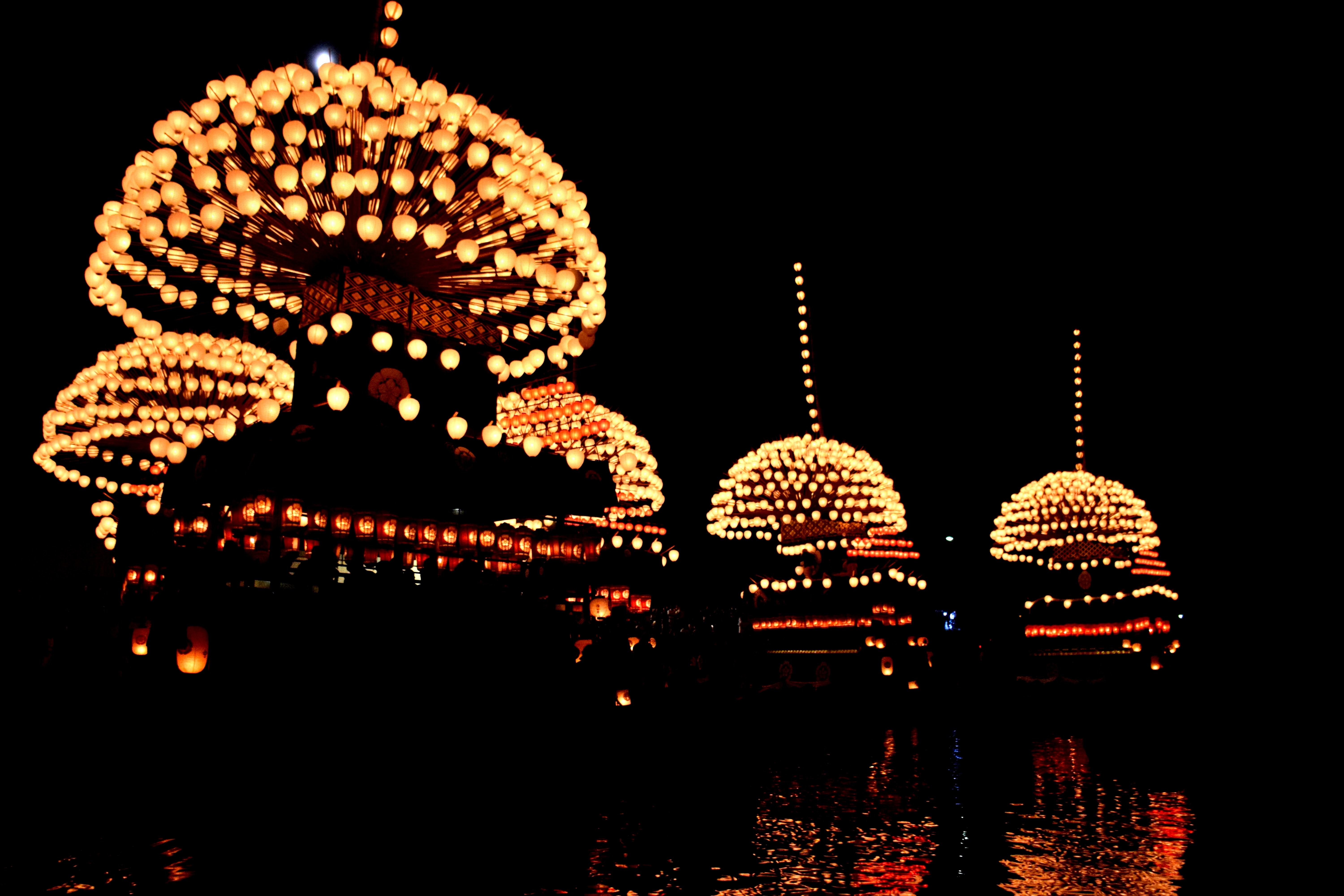
چراغانی فانوس‌های کاغذی در قایق‌های شناور در جشنواره تننو

جشنواره‌های ژاپن مناسبت‌های سنتی جشن است. ریشه برخی از جشنواره‌ها از جشنواره‌های چینی قرن‌ها پیش است، اما به دلیل آمیخته شدن با آداب و رسوم محلی، دستخوش تغییرات زیادی شده‌است.
برخی از آنها چنان متفاوت هستند که علی‌رغم اشتراک در یک نام و تاریخ حتی شباهت اندکی نیز با جشنواره اصلی ندارند. جشنواره‌های محلی مختلفی نیز وجود دارد (به عنوان مثال توباتا گیون) که اکثراً در خارج از یک استان ناشناخته است.
بر خلاف بیشتر مردم در شرق آسیا، مردم ژاپن به‌طور کلی سال جدید قمری را جشن نمی‌گیرند (این جشن توسط سال نو غربی در روز اول ژانویه، در اواخر قرن نوزدهم جایگزین شده است). اگرچه بسیاری از ساکنان چینی در ژاپن و همچنین برخی از عبادتگاه‌ها و معابد برای اهداف مذهبی، هنوز هم سال جدید قمری را به موازات سال نو غربی جشن می‌گیرند. در محله چینی‌های یوکوهاما، بزرگترین ژاپن محله چینی‌ها، گردشگران از سراسر ژاپن برای لذت بردن از این جشنواره جمع می‌شوند. مشابه جشنواره فانوس ناگازاکی که در محله چینی‌های ناگازاکی مستقر است.

## رویدادهای درون جشنواره‌ها
جشنواره‌ها اغلب حول یک رویداد برگزار می‌شوند، غرفه‌های غذا، سرگرمی و بازی‌های گوناگون برای سرگرمی مردم برگزار می‌شود. برخی از آنها در اطراف معابد یا جینجا برگزار می‌شود، برخی دارای «هانابی» (آتش بازی) و برخی دیگر در حاوی مسابقاتی هستند که شرکت کنندگان ممکن است با لباس مخصوص یا حتی برهنه شرکت کنند، مانند هاداکا ماتسوری.

## جشنواره‌های توکیو

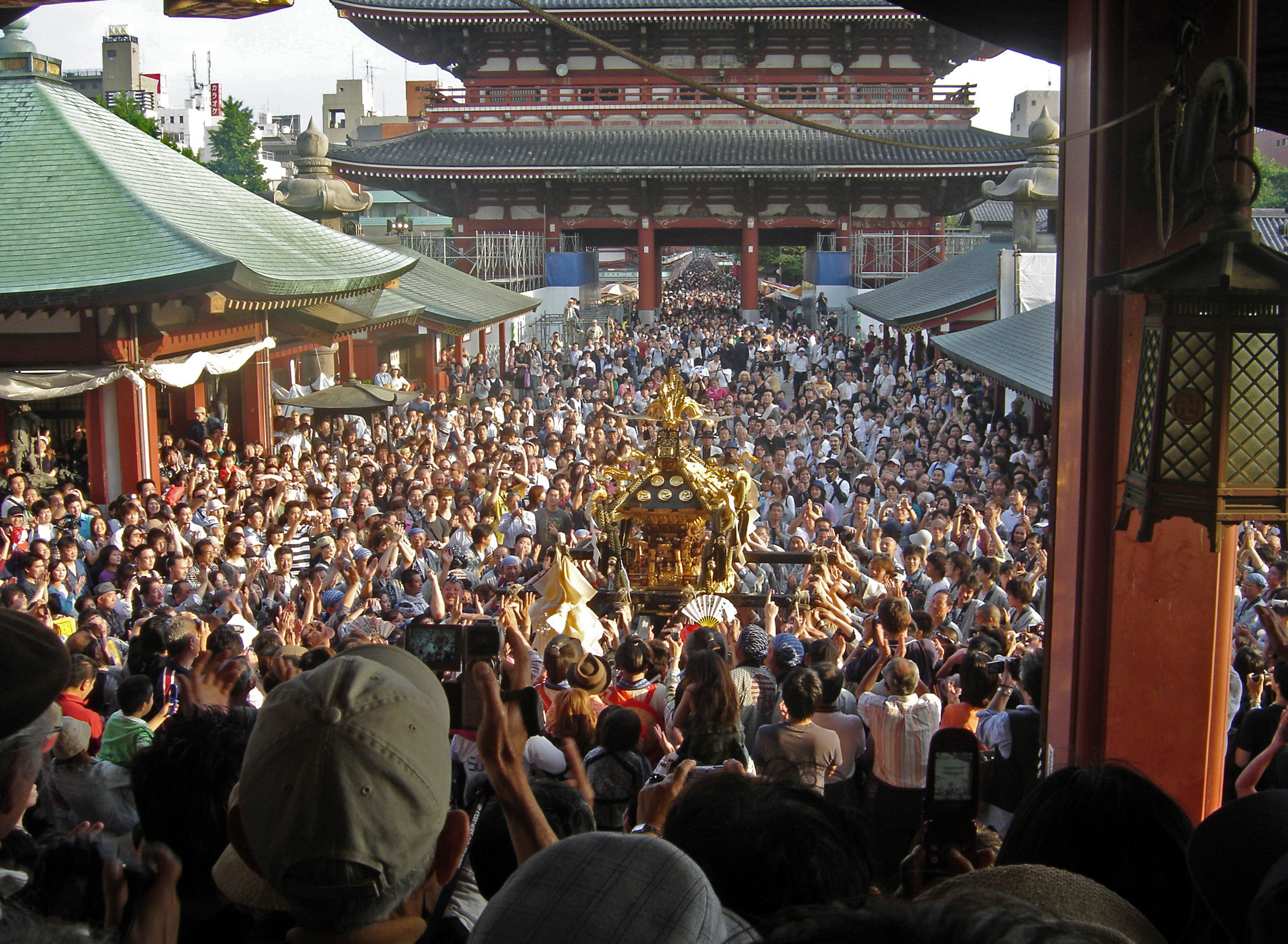
جشن سانجا در معبد آساکوسا

از مهمترین این جشن‌ها می‌توان از جشن سانجا که محل برگزاری آن معبد آساکوسا می‌باشد، و جشن کاندا یکی از سه جشن بزرگ ادو که هر دو سال یکبار در ماه مه برگزار می‌شود، نام برد. جشن‌های آتش بازی معمولاً در فصل تابستان انجام می‌شود. آتش بازی رود سومیدا، آتش بازی خلیج توکیو و آتش بازی جینگوگایئن عنوان سه آتش بازی عظیم توکیو را دارند. زمانی که شکوفه‌های گیلاس یا ساکورا باز می‌شود، هنگام برگزاری جشن شکوفه‌های گیلاس است. پارک اینوکاشیرا، پارک اوئنو، پارک شینجوکو گیوئن و پارک سومیدا معروفترین پارک‌های توکیو از نظر فراوانی و زیبایی شکوفه‌های گیلاس هستند.